# MONORAL
MONORAL（モノラル）は日本のロックバンド。

## 概要
1999年に結成された、MTVジャパンのVJを担当していたモロッコと日本のハーフのAnis（vo, g）と日米ハーフのAli（b, g）による2人組のロック・ユニット。

## メンバー
- Anis（アニス）：ボーカル、ギター

本名：島田アニス。1975年2月23日ロンドン生まれ。父親が日本人で母親がモロッコ人のハーフ。A型。
身長185cm。アラビア語、フランス語、英語、日本語など多言語を操るマルチリンガル。
1994年にANISSとして、小室哲哉プロデュースにより、シングルCD「PRIDE」（廃盤）をリリースしている。またAnis Shimadaとしてソロでのライブ活動を行うほか、バンドBELTとしても活動。2010年秋にはブロードウェイ・ミュージカル「レント」のロジャー役として舞台デビュー。
MTVのVJ、モデルなどとしても活動している。
- Ali（アリ）：ベース、ギター

本名：森泉アリ。1973年2月7日東京生まれ。父親がアメリカ人で母親が日本人のハーフ。
身長175cm。英語、日本語のハイレベルなバイリンガル。母は音楽家。
22歳のときに、映画「スワロウテイル」にYEN TOWN BANDのベーシスト役で出演。
Anis同様、MTVのVJとしても活動。InterFMや有線番組等でDJのレギュラーを持つ。

### サポートメンバー
- アキラ：ギター

2006年よりサポートギターをつとめる。愛称は「暁っす」。
anisとは彼のソロ活動もサポートする他、バンドBELTでも活動。土屋アンナとK.A.Z（Oblivion Dust、VAMPS）によるSpin AquaやDAIGO☆STARDUSTのサポートもしていた。
- ヒラマミキオ：ギター

2007年よりサポートギターをつとめる。愛称は「ミッキー」。
元東京事変のメンバー。
anisとは彼のソロ活動もサポートする他、2015年にはnigiriを結成。
- PABLO：ギター

2015年よりサポートギターをつとめる。
Pay money To my Painのギタリスト。
- ダイゴ：ドラムス

元BABAMANIA、タイフーン24在籍。特徴のあるMCで人気。
- 松本淳：ドラムス

初ライヴからの付き合い。
元UGUISS、元TULIP。

## 来歴
1997年にMTV JAPANでVJとして出会ったボーカル・Anisとベーシスト・Aliにより結成、1999年からMONORALとして活動を開始する。
2001年7月、ミニ・アルバム『in stereo』でインディーズ・デビュー、その2日後にフジロックフェスティバル'01（Rookie A GOGO枠）に出演。
2004年、ミニアルバム『ammonite』をリリース。タワーレコードのインディーズ・チャートで3位を記録後、7ヶ月間チャートイン。
2005年7月、初のフル・アルバム『Petrol』をリリース。フジロックフェスティバル'05に出演。11月、hyde（L'Arc〜en〜Ciel）の主宰レーベルHAUNTED RECORDSからシングル「VISIONS IN MY HEAD」をリリースし、メジャーデビューを果たす。「VISIONS IN MY HEAD」は中田英寿出演のキヤノン IXY DigitalのCMソングに起用され、リリース後にEbisu Liquid Roomで行われたワンマンライブは10分でSold Outとなった。
2006年、WOWOWで放送のSFアニメ「Ergo Proxy」のオープニングテーマとして楽曲「kiri」を書き下ろす。SUMMER SONIC'06に出演。
2007年、セカンド・フル・アルバム『Turbulence』をリリース。フジロックフェスティバル'07、ライジング・サン・ロックフェスティバル07に出演、初の全国ツアーを決行。
2008年夏、配信限定シングル「Casbah」、「Safira」、そして10月に3rdアルバム『Via』をリリース。アニメ「Ergo Proxy」が全世界で放映されたことで楽曲『kiri』に注目が集まり、各国よりオファーを受け、同11月-12月、日本のバンドとしては初となる南米4カ国12都市を回る「VIA LATIN AMERICA TOUR」を決行。
2009年2月-3月、VIA JAPAN TOUR 2009決行。オープニングとなる赤坂ブリッツをSOLD OUTし、MONORAL初の地方ツアー全SOLDを達成。4月よりスペイン、フランスでのライブツアーを、同9月に上海2daysライブを決行。メンバー、オーディエンス共に仮装するハロウィンライブはデビュー以来毎年恒例となっている。
2010年のツアー「This Tour Has Not Begun」以降、約3年間活動を休止。
2013年10月31日、「HALLOWEEN PARTY」を開催し、活動を再開。

## 作品

### タイアップ
| 楽曲               | タイアップ                                  |
| ------------------ | ------------------------------------------- |
| VISIONS IN MY HEAD | キヤノン『IXY DIGITAL』CFソング             |
| kiri               | WOWOWアニメ『Ergo Proxy』オープニングテーマ |